# 자일스 램
자일스 램(영어: Giles Lamb)은 영국의 작곡가이자 사운드 디자이너이다. 2011년에 비디오 게임 데드 아일랜드의 예고편 배경음악을 만든 것으로 유명하며 이외에도 발할라 라이징, Wild Country, Asylum, Blinded 등의 영화 음악 및 사운드 디자인 제작에도 참여했다.
데드 아일랜드의 출시 예고편에 사용된 자일스 램이 만든 배경음악(Dead Island Theme)은 2011년 칸 국제광고제에서 금상을 수상했다.